# 碩蝽
碩蝽（学名：Eurostus validus）为荔蝽科碩蝽屬下的一个种。